# Селібір
Селібі́р — гірська вершина у північно-східній частині Великого Кавказу. Знаходиться на півночі Азербайджану.